# Buttersäureethylester
Buttersäureethylester ist ein Carbonsäureester mit charakteristischem Ananasgeruch.

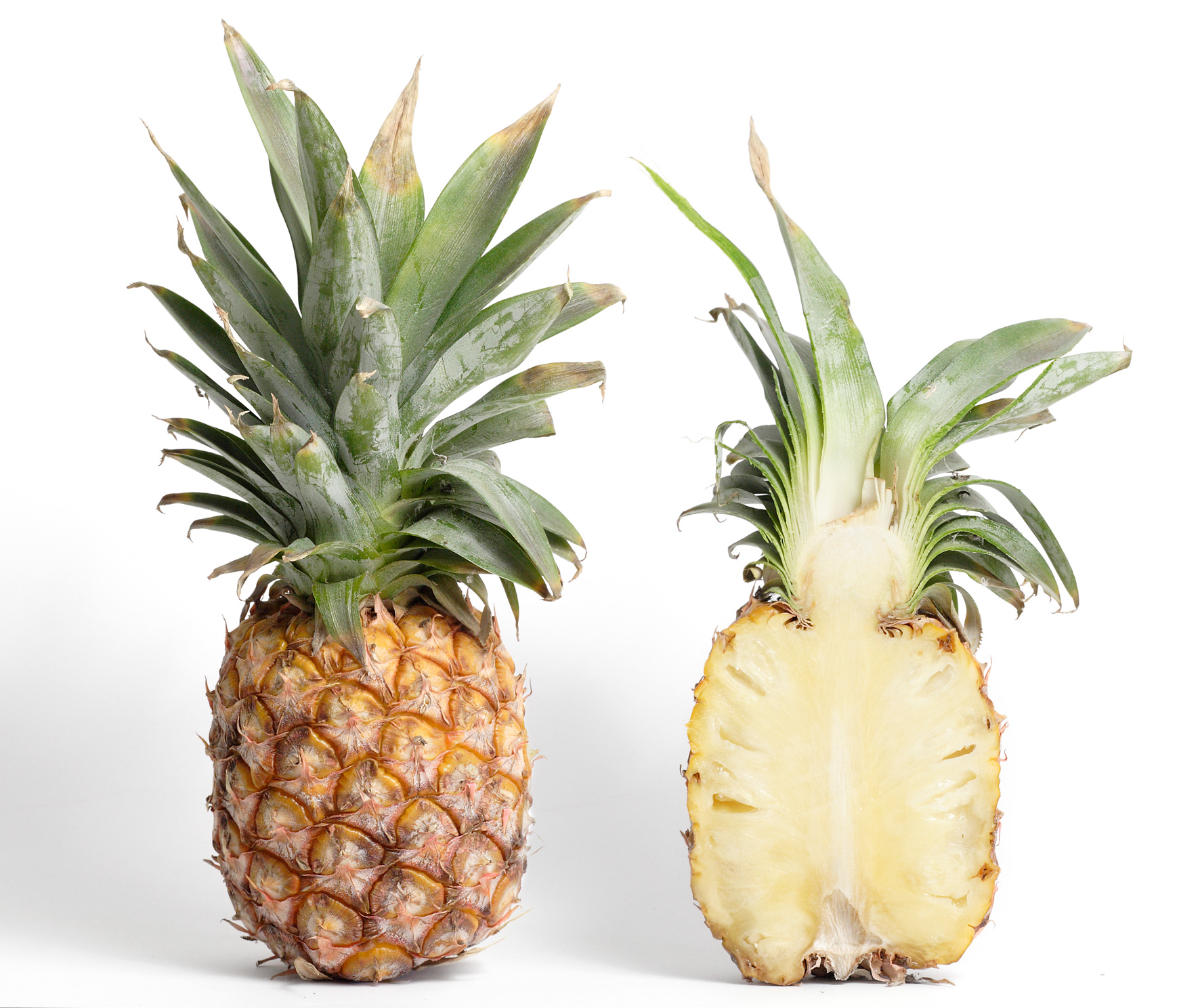
Ananas und aufgeschnittene Frucht

Wegen des ausgeprägt aromatischen Geruches werden die Ester kurzkettiger Carbonsäuren – wie Buttersäureethylester – auch Fruchtester genannt (siehe auch Fruchtaroma). Verwendung findet Buttersäureethylester als Aroma in der Parfümherstellung und in Getränken, z. B. in Likören und in Orangensaft.

## Vorkommen
Buttersäureethylester kommt nicht nur in der Ananas vor, sondern trägt auch zum typischen Aroma von Erdbeeren, Äpfeln, Bananen, Pfirsichen und Orangen bei. Auch in alkoholischen Getränken und Käse kann er nachgewiesen werden. Er ist zusammen mit Decanal der wichtigste Beitrag zum Geschmack von Orangensaft und wird diesem daher häufig als Aromastoff zugesetzt. Buttersäureethylester zählt zu den wichtigen Komponenten von frischem Ananasgeruch, insbesondere bei der Sorte Smooth Cayenne. Es gibt aber auch Ananassorten, deren Aroma von anderen Estern dominiert wird.

## Herstellung
Buttersäureethylester wird durch eine Veresterung von Buttersäure mit Ethanol hergestellt.

## Eigenschaften
Die erste ausführliche Beschreibung des Buttersäureethylesters von 1843 nennt folgende Eigenschaften: „er ist flüssig, farblos, sehr beweglich, sehr leicht entzündbar und besitzt einen angenehmen Geruch, welcher eine Aehnlichkeit hat mit dem der Ananas. Er ist wenig löslich in Wasser, in allen Verhältnissen aber auflöslich in Alkohol und Methanol. […] Alkalien, selbst bei Kochhitze, zersetzen ihn nur langsam.“